# Стисливість води
Стисливість води (англ. water compressibility, formation compressibility; нім. Wasser Zusammendrückbarkeit) — здатність води змінювати об'єм під дією тиску. Залежить від газовмісту і температури води. Характеризується коефіцієнтом об'ємного стиснення βр, який визначають як відносну зміну об'єму рідини на одиницю тиску.
Одиницею вимірювання βр є Па−1.
Коефіцієнт об'ємного стиснення βр, пов'язаний з об'ємним модулем пружності Е співвідношенням:
βр = 1/Е.
Порівняно велика величина модуля пружності для більшості рідин дає підставу для того, щоб вважати рідини практично нестисливими. Для води за нормальних умов модуль пружності можна приймати Е = 2,0•109 Па.
Стисливість води залежить від тиску і температури. При 0 °C, на межі нульового тиску, стисливість становить 5,1×10−10 Па−1. На межі нульового тиску стисливість досягає мінімуму 4,4×10−10 Pa−1 близько 45 °C, перш ніж знову зростати з підвищенням температури. Зі збільшенням тиску стисливість зменшується, становлячи 3,9×10−10 Pa−1 при 0 °C і 100 мегапаскалях (1000 бар).
Об'ємний модуль води становить приблизно 2,2 ГПа. Низька стисливість негазів, і зокрема води, призводить до того, що вони часто вважаються нестисливими. Низька стисливість води означає, що навіть у глибоких океанах на глибині 4 км, де тиск становить 40 МПа, об’єм зменшується лише на 1,8%.